# Willy Casanova
Willy Jackson Casanova Campos (Maracaibo, estado Zulia, 9 de junio de 1984) es un político, litógrafo y autoridad venezolana. Fue alcalde de Maracaibo desde 2017 hasta 2021, optó a la reelección pero perdió las elecciones del 21 de noviembre de 2021 ante Rafael Ramírez Colina, candidato de la Mesa de la Unidad Democrática .

## Biografía
Willy Casanova Campos nació en Maracaibo. Tiene 40 años. Se crio en el barrio Miraflores en las cercanías de El Marite, en el noroeste de la ciudad. Dicha zona de estrato social bajo. Dejó inconclusos sus estudios universitarios de economía en la Universidad del Zulia, para irse a Cuba en 2003 y participar en la fundación del Frente Francisco de Miranda. Se dedicó a la litografía, por un tiempo.

### Actividad política
Se convirtió en el sexto alcalde de Maracaibo en las elecciones del 10 de diciembre de 2017, con el 50.38 por ciento de los votos.
Se ha desempeñado como:
- Constituyentista y vicepresidente de la Comisión para el Fortalecimiento de la Democracia Participativa, las Comunas y los Consejos Comunales, desde junio hasta noviembre de 2017.
- Viceministro de Economía Comunal/presidente (E) de Fondemi, desde agosto de 2016 hasta junio de 2017.
- Presidente de la Fundación para el Desarrollo y Promoción del Poder Comunal (Fundacomunal), desde enero hasta agosto de 2016.
- Delegado estadal de la Gran Misión Saber y Trabajo, desde julio de 2014 hasta septiembre de 2015.
- Enlace estadal con la Región de Desarrollo Integral Occidente (Redi), de febrero a julio de 2014.
- Comisionado del Ministro para el Desarrollo del Turismo en parques nacionales y director de la Oficina Nacional de Turismo Popular, en el Ministerio del Poder Popular para el Turismo, desde el 16 de agosto de 2013 hasta febrero de 2014.
- Presidente Del Fondo de Desarrollo Microfinanciero (Fondemi), desde mayo de 2011 hasta agosto de 2013.
- Coordinador regional del Distrito Capital para el Ministerio para las Comunas y Protección Social, desde noviembre de 2009 hasta mayo de 2011.
- Participó en la Comisión Presidencial para los Refugios Dignos, como coordinador de la mesa técnica de adjudicación de viviendas, desde septiembre de 2010 hasta junio de 2011.
- Miembro principal de la junta directiva de la Lotería de Caracas, desde 2009 hasta julio de 2013.
- Coordinador de la Salas de Batalla Social, en el Ministerio de Participación y Protección Social creadas por el Hugo Chávez para reunir y multiplicar el trabajo de los consejos comunales, entre marzo y julio de 2008.
- Fue director nacional del Ministerio de Alimentación, entre octubre de 2006 y enero de 2007.

## Decisiones polémicas de su gestión
- Cierre de la Librería Puerto de Libros[4] en la Vereda del Lago ocasionó malestar en al comunidad cultural de la ciudad.
- Desalojos forzosos de mercados populares.[5][6]
- Destitución Ilegal del Cronista de la Ciudad, Julio Portillo Fuenmayor.[7][8][9]